# 波霍列山區里布尼察市鎮

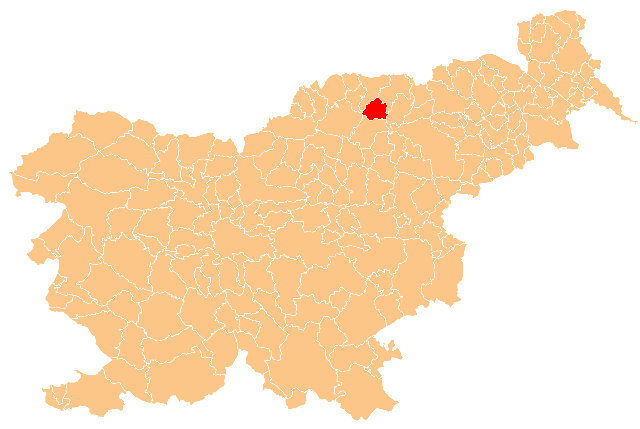
波霍列山區里布尼察市鎮於斯洛維尼亞的位置

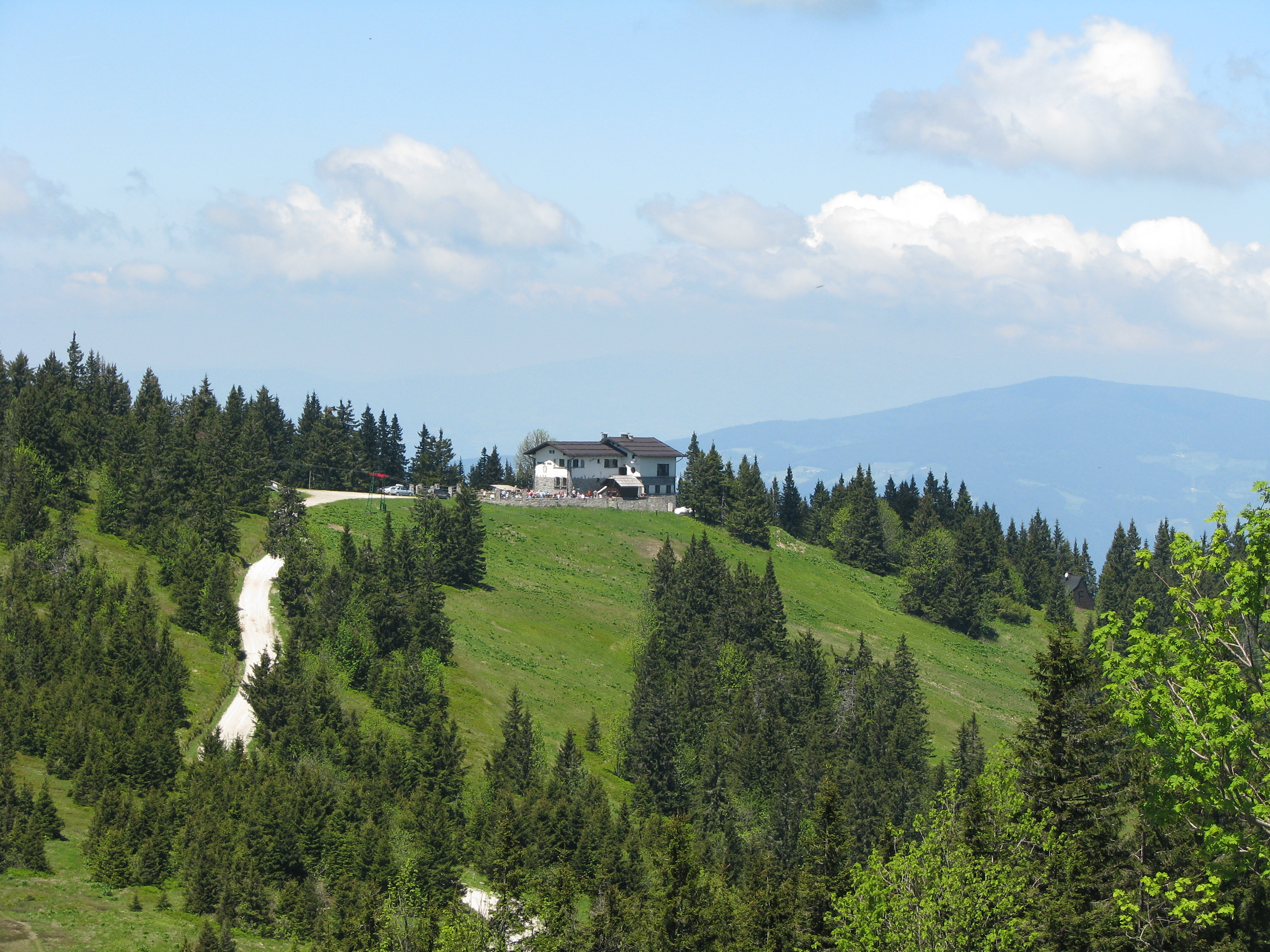
波霍列山區里布尼察

波霍列山區里布尼察市鎮是斯洛文尼亞東北部的市镇，行政中心為波霍列山區里布尼察。市镇面積为59.3平方公里，2018年人口数量为1,138人。该市镇设立于1998年。

## 外部連結
- 官方网站  （斯洛文尼亚文）
- Ribnica na Pohorju on Geopedia （页面存档备份，存于）